# High Park (Merseyside)
High Park – osada w Anglii, w hrabstwie ceremonialnym Merseyside, w dystrykcie metropolitalnym Sefton. Leży 28 km na północ od centrum Liverpool i 306 km na północny zachód od Londynu.